# 首太县
首太县，中国旧县名，位于安徽省。
1959年由界首、太和二县合置首太县，治所在今安徽省界首市，辖境相当于今界首市和太和县。隶属于安徽省阜阳专区。1961年撤销首太县，仍恢复界首、太和二县。 